# Miguel Lutonda
Miguel Timóteo Pontes Lutonda, ou simplesmente general Lutonda, foi um jogador de basquetebol de Angola, tendo sido campeão africano.
Também é considerado um dos maior Jogadores do basquete Angolano.